# Freier Turn- und Sportverein 1922 Straubing 2022-2023
Questa voce raccoglie le informazioni riguardanti il Freier Turn- und Sportverein 1922 Straubing nelle competizioni ufficiali della stagione 2022-2023.

## Stagione
Il Freier Turn- und Sportverein 1922 Straubing partecipa alla stagione 2022-23 con la denominazione sponsorizzata NawaRo Straubing.
Partecipa alla 1. Bundesliga, ritirandosi il 31 gennaio 2023 a causa di problemi finanziari, con il conseguente annullamento delle partite già disputate. In Coppa di Germania viene invece eliminato agli ottavi di finale, sconfitto dall'Erfurt.

## Organigramma societario
Area direttiva
- Presidente: Ingrid Senft

Area tecnica
- Allenatore: Lukasz Przybylak
- Allenatore in seconda: Bernhard Prem

Area sanitaria
- Fisioterapista: Martina Reil

## Rosa
| N° | Nome              | Ruolo | Data di nascita  | Nazionalità sportiva |
| -- | ----------------- | ----- | ---------------- | -------------------- |
| 1  | Antonia Herpich   | L     | 4 marzo 2005     | Germania             |
| 2  | Jasmin Sneed      | C     | 15 novembre 1997 | Stati Uniti          |
| 5  | Shealyn McNamara  | C     | 25 luglio 1999   | Stati Uniti          |
| 7  | Valbona Ismaili   | S     | 24 febbraio 2003 | Germania             |
| 8  | Emilia Jordan     | P     | 26 luglio 2005   | Germania             |
| 10 | Alba Moser        | C     | 10 aprile 2003   | Germania             |
| 11 | Amber de Tante    | L     | 22 marzo 1998    | Belgio               |
| 12 | Linda Andersson   | C     | 12 gennaio 1998  | Svezia               |
| 13 | Olivia Nicholson  | O     | 21 aprile 1998   | Stati Uniti          |
| 14 | Agata Michalewicz | P     | 28 aprile 1998   | Polonia              |
| 15 | Marie Hänle       | O     | 8 settembre 2002 | Germania             |
| 16 | Laura Rodwald     | S     | 16 dicembre 1998 | Germania             |

## Statistiche

### Statistiche di squadra
| Competizione      | Punti | In casa | In casa | In casa | In trasferta | In trasferta | In trasferta | Totale | Totale | Totale |
| Competizione      | Punti | G       | V       | P       | G            | V            | P            | G      | V      | P      |
| ----------------- | ----- | ------- | ------- | ------- | ------------ | ------------ | ------------ | ------ | ------ | ------ |
| 1. Bundesliga     | 8     | 8       | 0       | 8       | 6            | 2            | 4            | 14     | 2      | 12     |
| Coppa di Germania | -     | 0       | 0       | 0       | 1            | 0            | 1            | 1      | 0      | 1      |
| Totale            | -     | 8       | 0       | 8       | 7            | 2            | 5            | 15     | 2      | 13     |

G = partite giocate; V = partite vinte; P = partite perse

### Statistiche dei giocatori
| Giocatrice     | 1. Bundesliga | 1. Bundesliga | 1. Bundesliga | 1. Bundesliga | 1. Bundesliga | Coppa di Germania | Coppa di Germania | Coppa di Germania | Coppa di Germania | Coppa di Germania | Totale | Totale | Totale | Totale | Totale |
| Giocatrice     | P             | PT            | AV            | MV            | BV            | P                 | PT                | AV                | MV                | BV                | P      | PT     | AV     | MV     | BV     |
| -------------- | ------------- | ------------- | ------------- | ------------- | ------------- | ----------------- | ----------------- | ----------------- | ----------------- | ----------------- | ------ | ------ | ------ | ------ | ------ |
| L. Andersson   | 13            | 88            | 62            | 22            | 4             | -                 | -                 | -                 | -                 | -                 | 13     | 88     | 62     | 22     | 4      |
| A. de Tante    | 13            | 1             | 1             | 0             | 0             | 1                 | 0                 | 0                 | 0                 | 0                 | 14     | 1      | 1      | 0      | 0      |
| M. Hänle       | 13            | 147           | 127           | 10            | 10            | 1                 | 13                | 11                | 1                 | 1                 | 14     | 160    | 138    | 11     | 11     |
| A. Herpich     | 8             | 1             | 1             | 0             | 0             | 0                 | 0                 | 0                 | 0                 | 0                 | 8      | 1      | 1      | 0      | 0      |
| V. Ismaili     | 13            | 117           | 98            | 9             | 10            | 1                 | 15                | 15                | 0                 | 0                 | 14     | 132    | 113    | 9      | 10     |
| E. Jordan      | 12            | 15            | 4             | 1             | 10            | 1                 | 6                 | 2                 | 0                 | 4                 | 13     | 21     | 6      | 1      | 14     |
| S. McNamara    | 9             | 55            | 38            | 10            | 8             | -                 | -                 | -                 | -                 | -                 | 9      | 55     | 38     | 10     | 8      |
| A. Michalewicz | 10            | 29            | 12            | 5             | 12            | -                 | -                 | -                 | -                 | -                 | 10     | 29     | 12     | 5      | 12     |
| A. Moser       | -             | -             | -             | -             | -             | 1                 | 0                 | 0                 | 0                 | 0                 | 1      | 0      | 0      | 0      | 0      |
| O. Nicholson   | 13            | 24            | 18            | 5             | 1             | 1                 | 6                 | 5                 | 1                 | 0                 | 14     | 30     | 23     | 6      | 1      |
| L. Rodwald     | 13            | 141           | 114           | 19            | 8             | 1                 | 6                 | 5                 | 1                 | 0                 | 14     | 147    | 119    | 20     | 8      |
| J. Sneed       | 9             | 42            | 19            | 19            | 4             | 1                 | 6                 | 3                 | 3                 | 0                 | 10     | 48     | 22     | 22     | 4      |

P = presenze; PT = punti totali; AV = attacchi vincenti; MV = muri vincenti; BV = battute vincenti